# Portlandia microsepala
Portlandia microsepala är en måreväxtart som beskrevs av Ignatz Urban. Portlandia microsepala ingår i släktet Portlandia och familjen måreväxter.
Artens utbredningsområde är Jamaica. Inga underarter finns listade i Catalogue of Life.